# Episodi di Black Hole High (prima stagione)
La prima stagione di Black Hole High è andata in onda negli USA dal 5 ottobre 2002 al 1º marzo 2003 sui canali Discovery Kids e NBC.
| nº | Titolo originale | Titolo italiano        | Prima TV USA     | Prima TV Italia |
| -- | ---------------- | ---------------------- | ---------------- | --------------- |
| 1  | Wormhole         | Il Buco Nero           | 5 ottobre 2002   |                 |
| 2  | Invisible        | Invisibile             | 12 ottobre 2002  |                 |
| 3  | Magnet           | Magnetismo             | 19 ottobre 2002  |                 |
| 4  | Thursday         | Giovedì                | 16 novembre 2002 |                 |
| 5  | Lifetime         | Invecchiamento precoce | 23 novembre 2002 |                 |
| 6  | Fate             | Destino                | 7 dicembre 2002  |                 |
| 7  | Culture          | Clonazione             | 14 dicembre 2002 |                 |
| 8  | Radio            | Onde ultrasoniche      | 4 gennaio 2003   |                 |
| 9  | Storm            | Tempesta               | 11 gennaio 2003  |                 |
| 10 | Who              | Chi sono               | 18 gennaio 2003  |                 |
| 11 | Lost             | Dispersi               | 25 gennaio 2003  |                 |
| 12 | Robot            | Robot                  | 8 febbraio 2003  |                 |
| 13 | Shrink           | Problemi di statura    | 1º marzo 2003    |                 |